# Амер, Самар
Самар Амер Ибрахим Хамза (араб. وسمر عامر إبراهيم‎; род. 4 апреля 1995, Александрия) — египетская спортсменка (вольная борьба), призёр чемпионата мира, многократная чемпионка Африки, участница двух Олимпийских игр.

## Карьера
В августе 2016 года на Олимпиаде в Рио-де-Жанейро в схватке на квалификационной стадии уступила россиянке Екатерине Букиной при счёте 4:4, её соперница совершила бросок на 4 балла. В марте 2019 года в тунисском Хаммамете стала чемпионкой Африки, опередив в борьбе за первое место нигерийку Ханну Рубен. В апреле 2021 года в Хаммамете на африканском и океанском олимпийский отборочный турнире к Олимпийским играм в Токио завоевала лицензию. В августе 2021 года на Олимпиаде в схватке на стадии 1/8 финала уступила россиянке Наталье Воробьёве со счётом (8:12) и заняла итоговое 10 место. В октябре 2021 года на чемпионате мира в Осло, обыграв в схватке за 3 место индийку Киран Киран, завоевала бронзовую медаль.

## Достижения
- Чемпионат Африки по борьбе 2016 — ;
- Олимпийские игры 2016 — 12;
- Чемпионат Африки по борьбе 2018 — ;
- Средиземноморские игры 2018 — ;
- Чемпионат Африки по борьбе 2019 — ;
- Африканские игры 2019 — ;
- Чемпионат Африки по борьбе 2020 — ;
- Олимпийские игры 2020 — 10;
- Чемпионат мира по борьбе 2021 — ;
- Чемпионат Африки по борьбе 2022 — ;
- Средиземноморские игры 2022 — ;
- Чемпионат Африки по борьбе 2023 — ;